# Zăbala
Zăbala (en hongrois: Zabola) est une commune roumaine du județ de Covasna, dans le Pays sicule en Transylvanie. Elle est composée des quatre villages suivants:
- Peteni (Székelypetőfalva)
- Surcea (Szörcse)
- Tamașfalău (Székelytamásfalva)
- Zăbala, siège de la commune.

## Monuments et lieux touristiques
- Église réformée du village de Zăbala (construite au XVe siècle), monument historique
- Église orthodoxe en bois construite au XVIIIe siècle, monument historique
- Château Mikes du village de Zăbala (construite au XVIIe siècle), historique monument[1]
- Château Thury-Bányai du village de Tamașfalău (construite au XIXe siècle), monument historique[2]
- Site archéologique de Zăbala
- Musée ethnographique csángó Zăbala